# Гремиаско
Гремиа̀ско (на италиански и на местен диалект: Gremiasco) е село и община в Северна Италия, провинция Алесандрия, регион Пиемонт. Разположено е на 400 m надморска височина. Населението на общината е 362 души (към 2010 г.).